# Presbychen abavus
Presbychen abavus — викопний вид гусеподібних птахів родини Качкові (Anatidae). Птах існував у кінці міоцену. Скам'янілі рештки знайдені у відкладеннях алевроліту формації Темблор у штаті Каліфорнія, США. Голотип USNM 11973 — частина правої гомілкової кістки.